# Gare de Pont-l'Évêque-sur-Oise
Ne doit pas être confondu avec Gare de Pont-l'Évêque.
La gare de Pont-l'Évêque-sur-Oise était une gare ferroviaire française située sur la commune de Pont-l'Évêque (département de l'Oise).

## La gare
Elle était desservie par les trains TER Picardie (ligne de Paris-Nord à Busigny). La halte ferroviaire disposait de deux quais équipés d'un abri. Les voyageurs traversaient les voies par un passage souterrain. La gare est aujourd'hui fermée. Les anciens quais ont été démolis en 2009 et leurs accès ont été grillagés.

## La desserte
Jusqu'en 2008, la gare était uniquement desservie en direction de Saint-Quentin par un TER Omnibus en soirée. Aucun train ne marquait l'arrêt en direction de Paris. Depuis 2008, plus aucun train ne s'arrête à Pont-l'Évêque. Les voyageurs peuvent emprunter un Taxi TER sur réservation pour rejoindre la gare de Noyon.